# Sportliedenbuurt
De Sportliedenbuurt, ook wel de Sportheldenbuurt genoemd, is een buurt in de Haarlemse wijk Waarder- en Veerpolder in stadsdeel Haarlem-Oost. In deze buurt zijn de straten onder andere vernoemd naar Haarlemse sportlieden. De buurt telt zo'n 1.445 inwoners en kent straten als; Kick Smitweg, Bep van Klaverenstraat, Max Euweplein en Wim van Eststraat.
De noordelijke en westelijke grenzen van de buurt worden bepaald door het Spaarne, de oostelijke door de Rob Slotemakerstraat en Gedempte Oostersingelgracht en de zuidelijke grens door de Oudeweg en Papentorenvest.
In de buurt zijn de voormalige Drostefabriek, De Koepel (voormalige gevangenis) en Drijfriemenfabriek gelegen. Ook vindt men hier het terrein van de voormalige gemeentelijke gasfabriek, dat ontwikkeld wordt als Haarlemmer Stroom met onder andere de Lichtfabriek.